# Umbriatico
Umbriatico is een gemeente in de Italiaanse provincie Crotone (regio Calabrië) en telt 958 inwoners (31-12-2004). De oppervlakte bedraagt 72,6 km², de bevolkingsdichtheid is 13,4 inwoners per km².
De volgende frazioni maken deel uit van de gemeente: Perticaro.

## Demografie
Umbriatico telt ongeveer 320 huishoudens. Het aantal inwoners daalde in de periode 1991-2001 met 25,3% volgens cijfers uit de tienjaarlijkse volkstellingen van ISTAT.
| Jaar | Inwoneraantal |
| ---- | ------------- |
| 1991 | 1302          |
| 2001 | 973           |

## Geografie
De gemeente ligt op ongeveer 422 m boven zeeniveau.
Umbriatico grenst aan de volgende gemeenten: Campana (CS), Carfizzi, Cirò, Crucoli, Pallagorio, Scala Coeli (CS).
Belvedere di Spinello · Caccuri · Carfizzi · Casabona · Castelsilano · Cerenzia · Cirò · Cirò Marina · Cotronei · Crotone · Crucoli · Cutro · Isola di Capo Rizzuto · Melissa · Mesoraca · Pallagorio · Petilia Policastro · Rocca di Neto · Roccabernarda · San Mauro Marchesato · San Nicola dell'Alto · Santa Severina · Savelli · Scandale · Strongoli · Umbriatico · Verzino
1. ↑  https://demo.istat.it/?l=it.